# Jola
Jola/Xola es una población situada al oeste de la provincia de Cáceres. El pueblo llegó a tener en los años 50 más de 500 habitantes pero a partir de esa fecha se produjo un éxodo del mismo a otras zonas de España.
Xola cuenta con un dialecto propio "El Xolano" muy parecido al portugués y una cultura propia, cualquiera qué se acerque a conocerla sabe qué no tiene nada ver con la cultura extremeña qué le rodea. Le rodea uno de los paisajes más bonitos de la península ibérica con densos bosques de pino donde se empezaron a plantar en 1840 después de la desamortización de Mendizábal ya qué gran parte de sus tierras son propiedad del Ducado de la Victoria.
Siempre fue pedanía de "El Pino" donde los xolanos se sienten muy vinculados, cómo anécdota contar qué se iban a enterrar a los fallecidos desde Xola al cementerio de El Pino y después de enterrar al fallecido los jóvenes xolanos qué eran menos allegados al vecino fallecido se quedaban de fiesta en El Pino de donde los propietarios de los bares  decían la frase de "Prefiero un entierro de Xola qué una fiesta de El Pino" por el buen negocio qué hacían con los convecinos de Xola.
Su clima es lluvioso en otoño e invierno sobrepasando anualmente los 1000 mm de precipitación, los veranos son secos y soleados.

## Demografía
Sus datos de población en los últimos años han sido los siguientes:
|                         | 2002 | 2005 | 2008 | 2011 | 2014 |
| ----------------------- | ---- | ---- | ---- | ---- | ---- |
| Población en el caserío | 40   | 40   | 39   | 36   | 31   |
| Población en diseminado | 6    | 1    | 0    | 0    | 1    |
| Población total         | 46   | 41   | 39   | 36   | 32   |

## Transportes
Se accede al caserío a través de la carretera provincial CC-132, que lleva a la CC-112 cerca de La Aceña de la Borrega.

## Cultura

### Patrimonio material
- Horno comunitario.[2]

### Patrimonio inmaterial
- Las fiestas patronales son el primer fin de semana del mes de julio, en honor a la Virgen del Pinar.[3]
- Concurso de corte y pela de troncos de pinos, único en la región, en el marco de las fiestas patronales.[3]